# Pselaphelia gemmifera
Pselaphelia gemmifera är en fjärilsart som beskrevs av Butler 1878. Pselaphelia gemmifera ingår i släktet Pselaphelia och familjen påfågelsspinnare. Inga underarter finns listade i Catalogue of Life.